# Stichopogon canariensis
Stichopogon canariensis là một loài ruồi trong họ Asilidae. Stichopogon canariensis được Becker miêu tả năm 1908. Loài này phân bố ở vùng Cổ Bắc giới.